# Chiesa di San Rocco (Larciano)
La chiesa di San Rocco è il principale luogo di culto cattolico di San Rocco, frazione e sede comunale del comune sparso di Larciano, in provincia di Pistoia; sulla chiesa insiste l'omonima parrocchia, appartenente alla diocesi di San Miniato.

## Descrizione
La chiesa di San Rocco venne costruita nel XIX secolo in stile neorinascimentale in luogo di un oratorio seicentesco dedicato al santo francese.
Il prospetto della chiesa, preceduto da un sagrato, è facciata a salienti, privo di particolari decorazioni. In corrispondenza della navata, al centro, si aprono l'unico portale (con lunetta musiva policroma raffigurante l'Annunciazione di Gino Terreni, autore anche delle formelle in bronzo fuso, che adornano il portale e, nella navata, l'altare, l'ambone, il fonte battesimale, il Santissimo e la sede, in pietra serena) e il rosone circolare. Sul retro dell'edificio, di fianco all'abside, si eleva la torre campanaria a base quadrata, la cui cella si apre verso l'esterno con una bifora su ciascun lato.
L'interno della chiesa è a pianta a croce latina, con navata unica coperta con volta a botte lunettata, transetto sporgente e profonda abside semicircolare; le pareti e le volte sono caratterizzate dall'alternanza dell'intonaco bianco e del grigio degli elementi strutturali, quali le lesene e i cornicioni. La crociera è coperta da una cupola, priva di tamburo e affrescata con la Madonna in gloria di un autore ignoto del XIX secolo. L'affresco del catino absidale raffigura Gesù Cristo ed è opera di Paolo Graziani.
Sulla cantoria in controfacciata, trova l'organo Ghilardi Opus 6, costruito nel 2005; ispirato agli organi barocchi tedeschi, è a trasmissione integralmente meccanica e dispone di 40 registri su tre manuali e pedale.

## Altre immagini

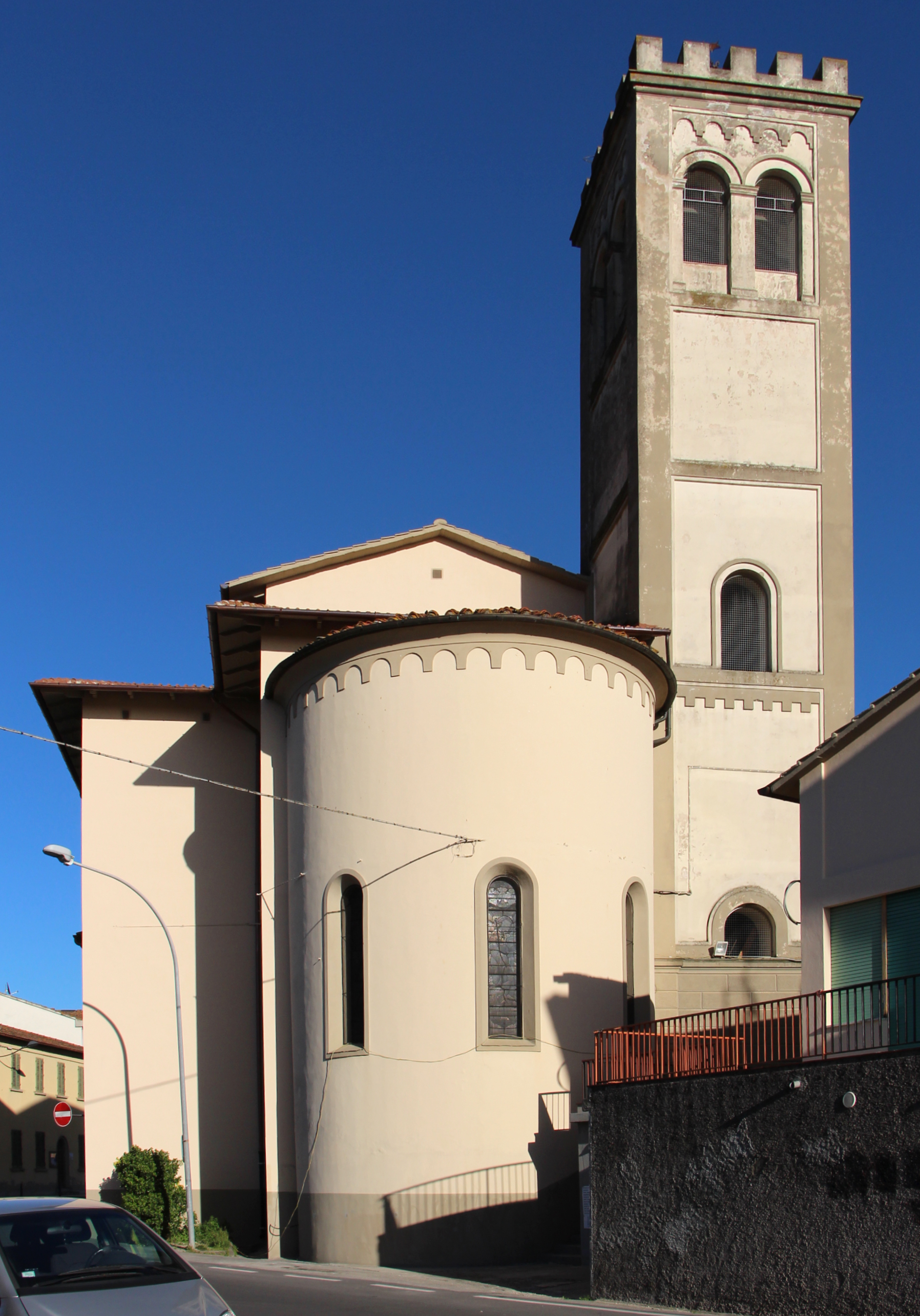
Abside e campanile
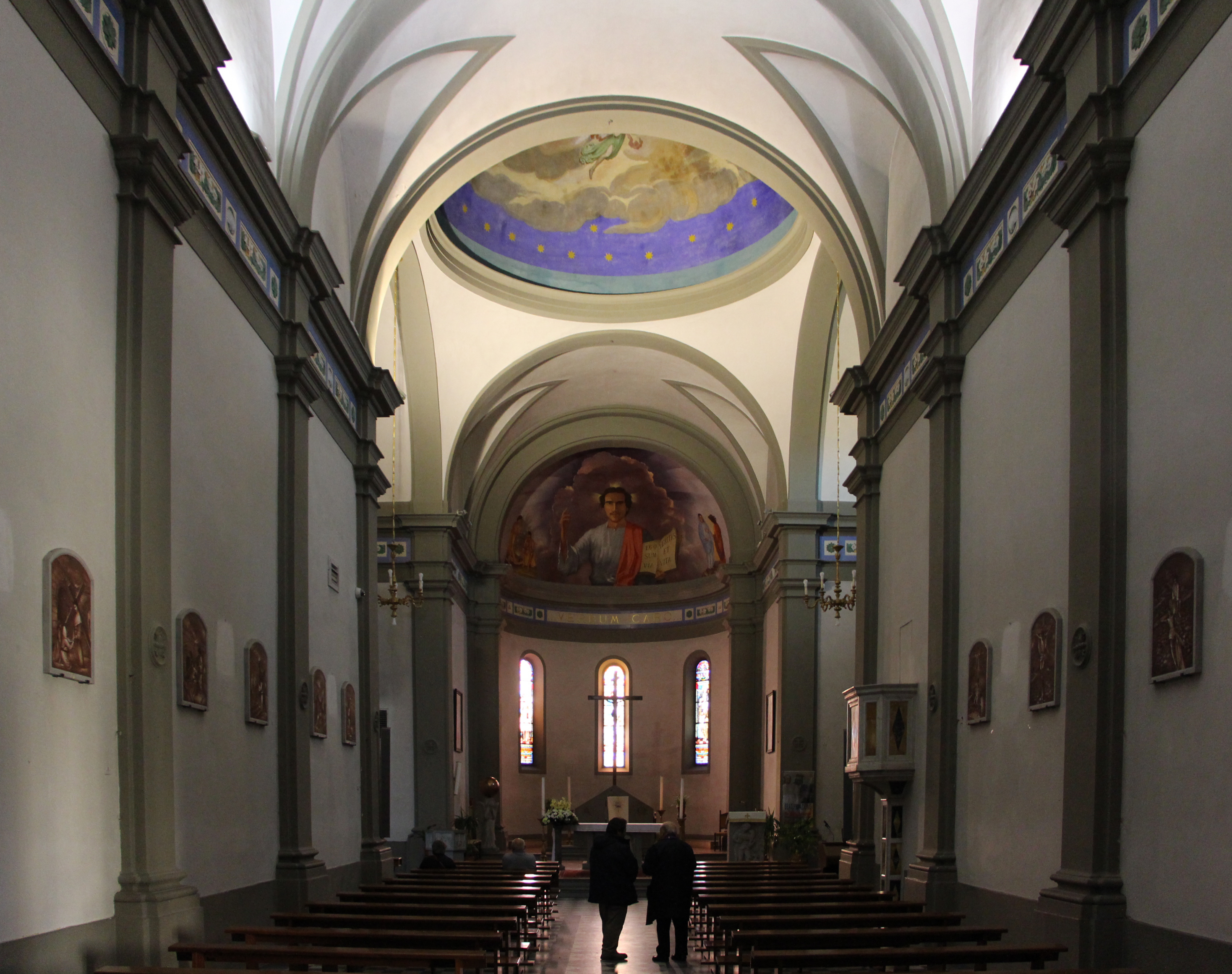
Interno
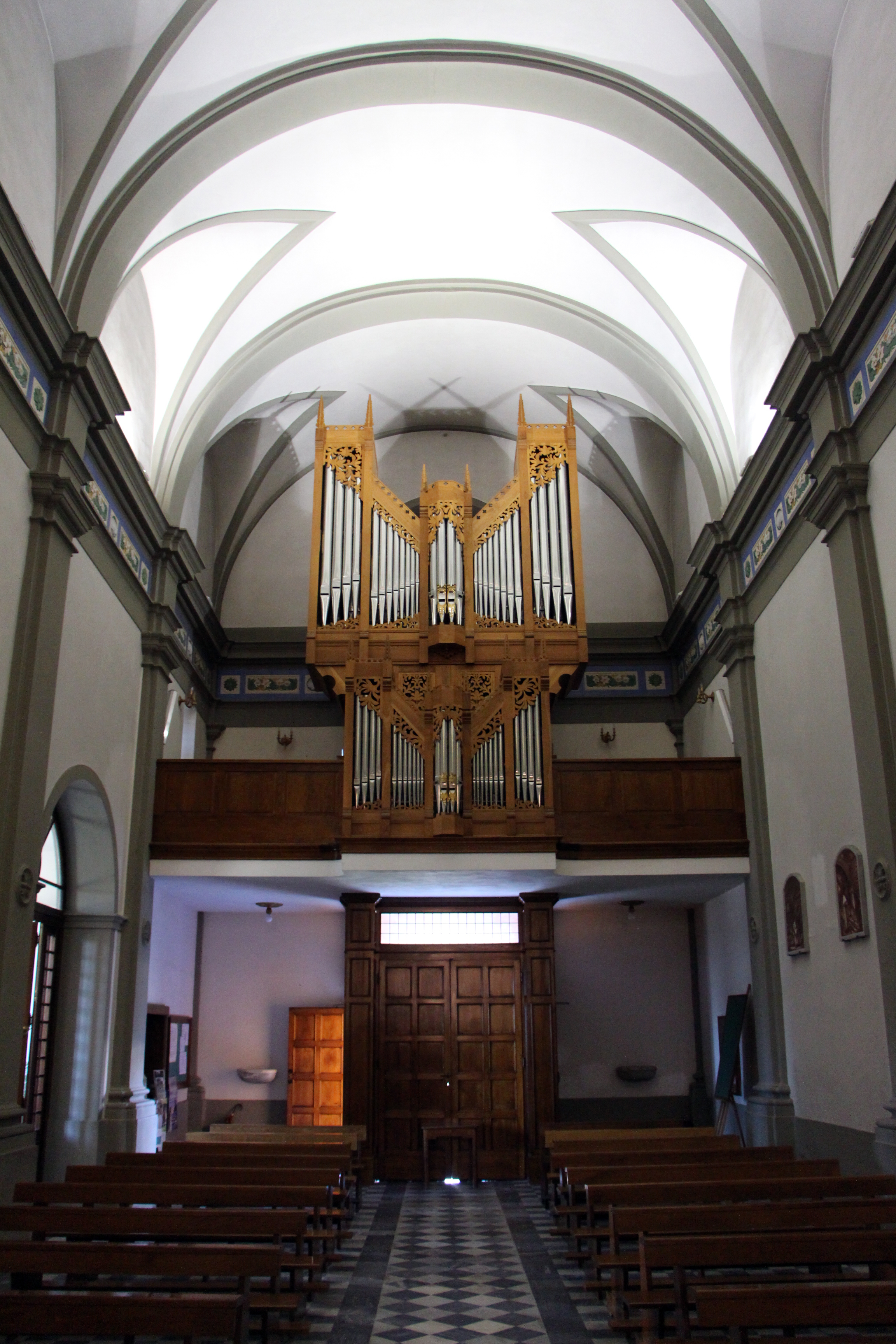
Organo a canne